# Operación Maritime Monitor
La Operación Maritime Monitor fue una operación de la OTAN durante la Guerra de Bosnia para supervisar el cumplimiento de las sanciones impuestas contra la ex Yugoslavia en virtud de las resoluciones del Consejo de Seguridad de las Naciones Unidas 713 (1991) y 757 (1992). La operación se inició el 16 de julio de 1992 y duró hasta 22 de noviembre de 1992. En virtud de la operación Marítime Monitor, barcos de la OTAN en el Mediterráneo patrullaban en aguas internacionales frente a la costa de Montenegro. 